# Annie Glenn
Annie Margaret Castor, coniugata Glenn (Columbus, 17 febbraio 1920 – Saint Paul, 19 maggio 2020), è stata un'attivista statunitense a favore delle persone con disabilità e disturbi della comunicazione, lei stessa balbuziente sin dalla tenera età, è stata la moglie dell'astronauta e senatore John Glenn.

## Biografia
Anna Margaret Castor nacque il 17 febbraio 1920 a Columbus, Ohio, da Homer e Margaret (Alley) Castor. Suo padre era un dentista. Nel 1923, la famiglia Castor si trasferì a New Concord, Ohio.
Castor incontrò John Glenn in tenera età quando i suoi genitori furono coinvolti nelle stesse organizzazioni comunitarie dei genitori di Glenn.  Le famiglie svilupparono un'amicizia che permise ai due ragazzi di rimanere vicini mentre crescevano. I due si innamorarono al liceo e continuarono a frequentarsi durante il college: Castor al Muskingum College dove si diplomò nel 1942 in musica ed educazione fisica. Castor fu attiva nella squadra di nuoto, nella squadra di pallavolo e nella squadra di tennis. Anche se ricevette un'offerta per suonare un organo a canne con borsa di studio della Juilliard School, Castor preferì rimanere in Ohio con Glenn. Castor e Glenn si sono sposati il 6 aprile 1943. Hanno avuto due figli, David, nato nel 1945, e Lyn, nata nel 1947.
Durante i primi anni del suo matrimonio con John Glenn, Annie Glenn ha lavorato come organista in varie chiese e ha insegnato lezioni di trombone.

### Compromissione del linguaggio

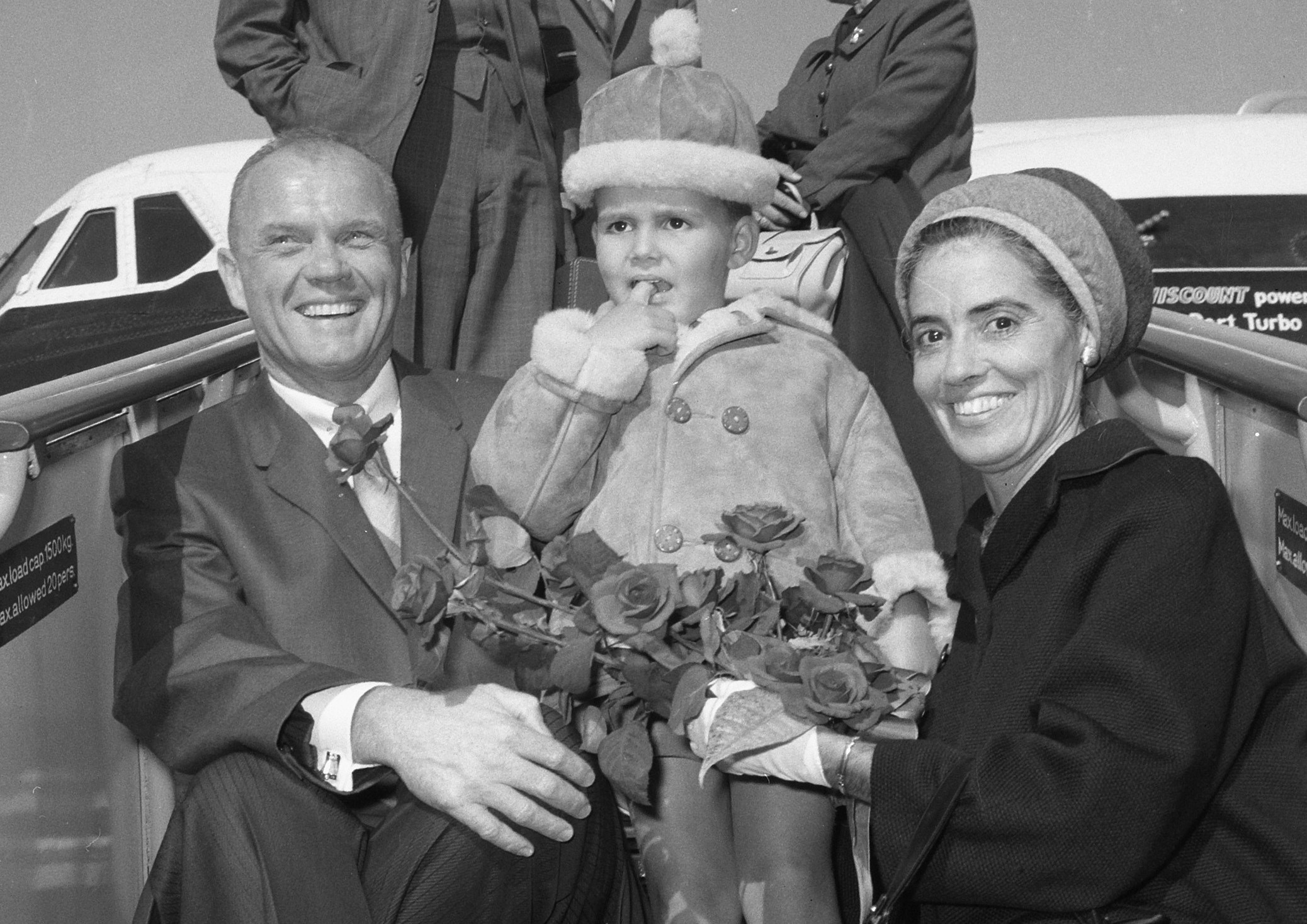
Annie e John Glenn arrivano all'aeroporto di Schiphol, Amsterdam, 1965

Come suo padre, Annie Glenn ebbe una balbuzie nel linguaggio per tutta la vita. Alla prima media si rese conto per la prima volta del suo disturbo del linguaggio. Venne accertato che la sua balbuzie era presente nell'85% delle sue espressioni verbali. Nonostante la difficoltà a parlare, fu in grado di creare e mantenere stretti rapporti. Trovò anche il modo di comunicare in modo efficace senza parlare ad alta voce. Ad esempio, prima di fare acquisti, scriveva esattamente quello che stava cercando e poi mostrava la nota all'addetto alle vendite quando aveva bisogno di aiuto.
All'età di 53 anni, frequentò un corso di trattamento di tre settimane presso l'Hollins Communications Research Institute di Roanoke, in Virginia.  Dopo il corso, il suo linguaggio migliorò enormemente ma lei non si considerò mai "guarita" dalla balbuzie.  Riuscì comunque ad interagire vocalmente con sicurezza con gli altri: quando suo marito iniziò la campagna elettorale per il Senato, fu in grado di sostenerlo tenendo discorsi in occasione di eventi pubblici e comizi. Si dedicò anche con maggiore attenzione alle persone disabili che sapeva essere trascurate molto spesso. Successivamente, divenne professore a contratto presso il dipartimento di patologia del linguaggio dell'Ohio State.

### Influenza durante la corsa allo spazio

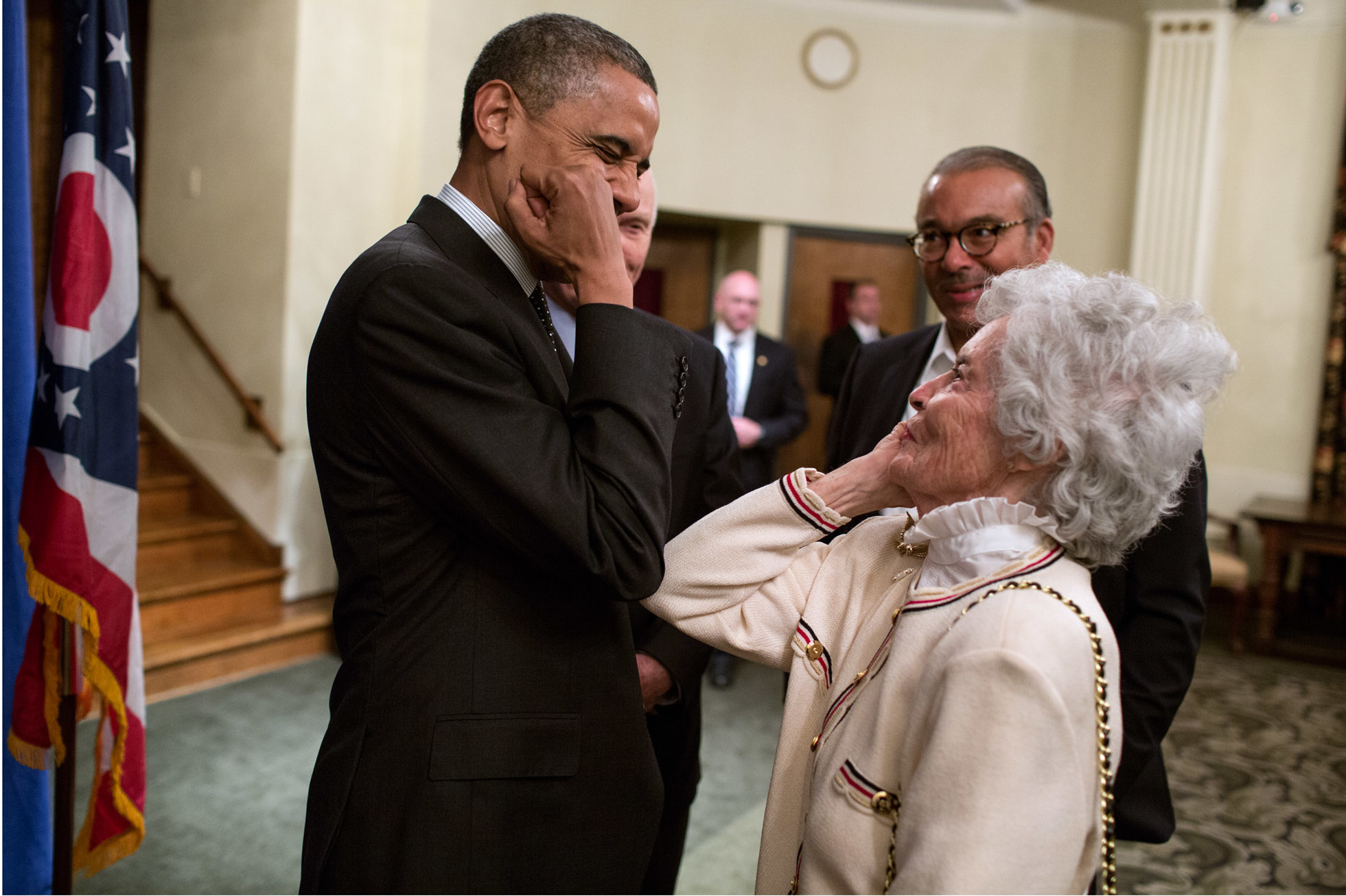
Annie Glenn incontra il presidente Barack Obama nel 2012

Per tutta la metà del ventesimo secolo, le tensioni della guerra fredda tra gli Stati Uniti e l'Unione Sovietica si acuirono. Nel tentativo di aumentare la fiducia dei cittadini americani nel loro governo, il presidente degli Stati Uniti Dwight Eisenhower decise di essere presente nella corsa allo spazio e lanciare il progetto Mercury. Sette giovani furono scelti per questa missione spaziale. Gli astronauti, tutti americani, erano considerati eroi e le loro mogli diventarono l'immagine del patriottismo nazionale. Annie Glenn era una delle mogli degli astronauti del Mercury 7. Queste donne "sono diventate famose".
Nel suo libro The Astronaut Wives Club (che in seguito divenne una miniserie televisiva), Lily Koppel racconta che Glenn e le altre sei mogli formarono un gruppo di supporto affiatato chiamato informalmente "Astronaut Wives Club", che lei cita come influente nel plasmare l'identità americana. Koppel afferma che le donne americane si rivolsero ad Annie Glenn, che fu elevata nei media a causa del suo carattere tutto americano e famiglia, come modello per mantenere una casa felice, e anche come propagatrice indiretta del valore americano del consumo. L'apparizione delle mogli degli astronauti nei media fu commercializzata: ad esempio, quando le mogli indossavano un tonalità di rossetto "rosa responsabile" in un servizio fotografico su Life le fotografie pubblicate venivano ritoccate per mostrare le mogli con un rossetto "rosso patriottico". Il colore delle labbra venne cambiato per rappresentare un nuovo, vibrante periodo della storia americana. Allo stesso modo, mentre agli astronauti del Mercury 7 venivano date Corvette sportive da guidare, le mogli erano fortemente incoraggiate a mantenere le loro station wagon adatte alle famiglie, il che significava che anche le casalinghe americane medie erano indotte ad acquistare station wagon.

### La morte a 100 anni

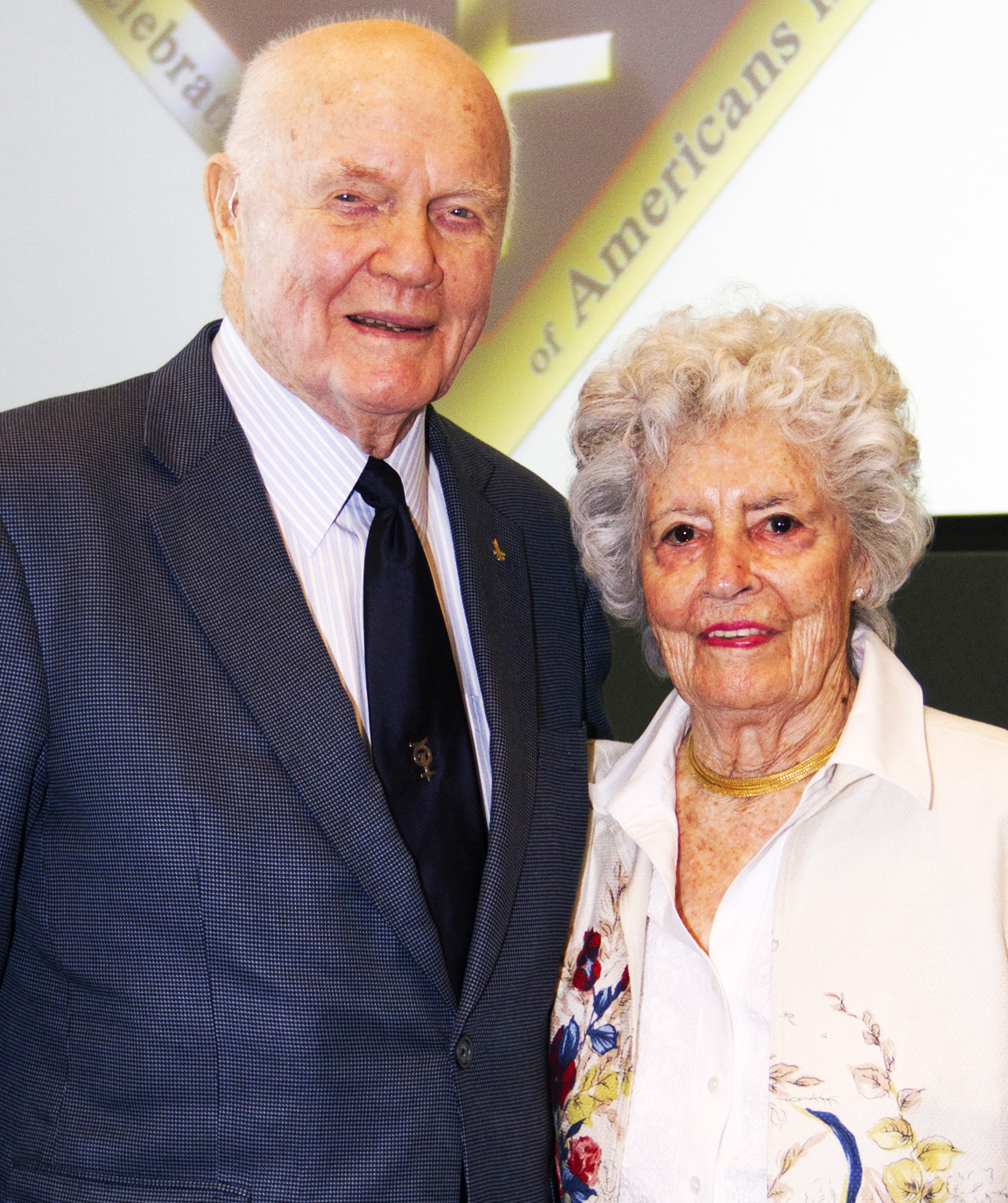
I Glenn nel 2012

Al momento della morte del marito, nel dicembre 2016, Annie e John Glenn erano sposati da 73 anni e otto mesi.
Annie Glenn compì 100 anni nel febbraio 2020. Tre mesi dopo, il 19 maggio 2020, morì in una casa di cura a Saint Paul, Minnesota, per complicazioni del COVID-19 durante la pandemia.

## Nella cultura popolare
Annie Glenn è stata interpretata da Mary Jo Deschanel nel film del 1983 The Right Stuff. Il film ha evidenziato la sua balbuzie, in particolare in una scena che coinvolge il vicepresidente degli Stati Uniti Lyndon B. Johnson. In un'intervista del 2015 disse che, per quanto le piacesse Tom Wolfe, quell'adattamento non la intereassava così come non interessava suo marito.
Nella serie televisiva ABC del 2015 The Astronaut Wives Club, è stata interpretata da Azure Parsons e nella serie Disney+ del 2020 The Right Stuff da Nora Zehetner.

## Premi e riconoscimenti
Nel 1983, Annie Glenn ricevette il primo premio nazionale dell'American Speech and Hearing Association per il suo meritorio servizio a persone con disturbi comunicativi. Nel 1987, la National Association for Hearing and Speech Action assegnò il primo Annie Glenn Award annuale per essersi distinto nonostante un disturbo della comunicazione. Annie consegnò il premio a James Earl Jones come primo destinatario. È stata anche inserita nella National Stuttering Association Hall of Fame nel 2004. Nel 2015, la Ohio State University ha ribattezzato 17th Avenue (nel suo campus) in Annie e John Glenn Avenue.
Nel 2009, la Ohio State University le ha conferito un dottorato honoris causa in servizio pubblico per riconoscere il suo lavoro a favore dei bambini e di altri. Il dipartimento assegna ogni anno il "Annie Glenn Leadership Award" a una persona che ha mostrato un lavoro innovativo e stimolante nella patologia del linguaggio.

### Attività e coinvolgimenti
Le organizzazioni in cui è stata coinvolta includono:
- Sorority Delta Gamma Theta (Muskingum College)[24]
- Il consiglio dell'Ohio per gli abusi sui minori[25]
- Centro per la parola e l'udito del Board of Columbus (Ohio)[6]
- La Società degli Sponsor[26]
- Il consiglio di amministrazione del Muskingum College[27]
- Il gruppo consultivo della Central Ohio Speech and Hearing Association[24]
- Il comitato consultivo del Centro nazionale per i sopravvissuti agli abusi sull'infanzia[24]
- Il consiglio per la biblioteca nazionale delle prime donne[26]
- Il Consiglio consultivo nazionale per la sordità e altri disturbi della comunicazione dei National Institutes of Health[28]